# Aubigny (Deux-Sèvres)
Aubigny ist eine französische Gemeinde mit 169 Einwohnern (Stand: 1. Januar 2022) im Département Deux-Sèvres in der Region Nouvelle-Aquitaine. Sie gehört zum Arrondissement Parthenay und zum Kanton La Gâtine. Die Einwohner werden Aubignois genannt.

## Geografie
Aubigny liegt etwa 14 Kilometer nordöstlich von Parthenay. Umgeben wird Aubigny von den Nachbargemeinden Saint-Loup-Lamairé im Nordwesten und Norden, Pressigny im Nordosten, Thénezay im Osten, Oroux im Süden, Lhoumois im Südwesten und Westen sowie Gourgé im Westen und Nordwesten.

## Geschichte
1092 wurde der Ort erstmals als Aubigneiacum erwähnt.

## Bevölkerungsentwicklung
| Jahr                       | 1962 | 1968 | 1975 | 1982 | 1990 | 1999 | 2006 | 2019 |
| Einwohner                  | 256  | 225  | 192  | 174  | 162  | 182  | 177  | 164  |
| Quellen: Cassini und INSEE |      |      |      |      |      |      |      |      |